# 安保正一
安保 正一（あんぽ まさかず、1946年 - ）は、日本の工学者。専門は光化学。工学博士。福州大学国際学院院長・国家重点研究所顧問。前大阪府立大学学長顧問・副学長。大阪府立大学名誉教授。兵庫県出身。

## 来歴
- 1970年　信州大学繊維学部 卒業[3]
- 1972年　大阪府立大学大学院工学研究科修士課程 修了
- 1975年　同博士課程 修了（工学博士）[2]
- 1975年　大阪府立大学工学部 助手
- 1989年　同 助教授
- 1990年　同 教授[2]
- 2007年　大阪府立大学大学院工学研究科長（工学部長）[2]
- 2009年　大阪府立大学 副学長、地域連携研究機構長・21世紀科学研究機構長[2]、植物工場研究センター長
- 2013年　大阪府立大学 学長顧問[1]
- 2015年　退官[4]、名誉教授[1]
- 2015年　福州大学国際学院 院長[1]
- 2016年　同国家重点研究所 顧問[1]

この間、パリ第6大学、トリノ大学、華東理工大学、国立台北科技大学、東京大学などで非常勤講師・客員教授。

## 学術賞など
- 1994年 光化学協会賞
- 2001年 上田繊維科学振興会賞
- 2003年 日本化学会学術賞
- 2008年 文部科学大臣賞
- 2008年 欧州学士院会員[5]
- 2011年 触媒学会賞
- 2011年 学士院会員
- 2015年 福建省外国人専門家百人選定[1]

## 脚註
1. 1 2 3 4 5 6  日中における大学事情の比較～大学運営の視点から～
2. 1 2 3 4 5 6 7  第19回中国研究サロン（2016年 9月16日開催）
3. ↑  【記念講演】講師：安保正一氏_信州大学繊維学部100周年記念
4. ↑  安保正一先生のご退職を祝う会
5. ↑  プロフィール 安保 正一 - 産学官の道しるべ